# Institut du monde arabe
Institut du monde arabe, zkráceně IMA (česky Institut arabského světa) je víceúčelová budova v Paříži v 5. obvodu. Nachází se v těsném sousedství univerzitního kampusu Jussieu. Institut byl postaven v letech 1981-1987 podle návrhu architekta Jeana Nouvela v rámci Mitterrandova programu Grands Projets (Velké projekty). Institut byl otevřen za prezidentovy účasti 30. listopadu 1987. Jeho posláním je poznání arabské kultury a historie. Jeho součástí je proto rozsáhlá knihovna, muzeum představující arabské umění a kulturu od 8. století po současnost, filmový a divadelní sál, posluchárna nebo knihkupectví. V devátém patře se nachází restaurace nabízející zajímavý výhled na Seinu a historickou část Paříže.

## Správa Institutu
IMA je financován nadací, kterou založila Francie společně s arabskými státy Alžírsko, Saúdská Arábie, Bahrajn, Džibutsko, Spojené arabské emiráty, Irák, Jordánsko, Kuvajt, Libanon, Maroko, Mauritánie, Omán, Katar, Somálsko, Súdán, Sýrie, Tunisko a Jemen. Stanovy byly schváleny velvyslanci těchto států 23. června 1980.

## Architektura
Celková rozloha objektu je 25 300 m2. V moderní budově dochází k prolínání evropského a arabského slohu. Do institutu se vstupuje od západu průchodem mezi zdmi, který míří na čtvercové nádvoří. Nejzajímavějším prvkem je jižní fasáda. Je zdobená geometrickými obrazci typickými pro arabské umění. 240 ocelovo-skleněných desek připomíná dekorativní mříže na oknech tradičních arabských domů. Každá deska je vybavena clonami a celá fasáda je opatřena více než 30 000 fotosenzitivními panely, které podle dopadu slunečního svitu přivírají jednotlivé clony a regulují tak proudění světla a tepla do budovy.